# Joseph Albert Sullivan
Joseph Albert Sullivan   (Scarborough, 8 de gener de 1901 - Scarborough, 30 de setembre de 1988) va ser un jugador d'hoquei sobre gel, metge i polític canadenc. Era germà del també jugador d'hoquei sobre gel Frank Sullivan.
Nascut a Toronto, Ontario, es va graduar a la Facultat de Medicina de la Universitat de Toronto el 1926. El 1928 va prendre part en els Jocs Olímpics de Sankt Moritz, on guanyà la medalla d'or en la competició d'hoquei sobre gel.
El 1930 va començar a exercir de metge, especialitzant-se en otorrinolaringologia. Durant la Segona Guerra Mundial va exercir de capità a la Royal Canadian Air Force. Després de la guerra passà a fer de professor associat a la Universitat de Toronto. Entre 1957 i 1985 fou senador en representació de la divisió senatorial de North York, Ontario.